# Agnieszka Gozdyra
Agnieszka Katarzyna Gozdyra (ur. 28 listopada 1972 w Warszawie) – polska dziennikarka i prezenterka telewizyjna.

## Życiorys
Urodzona w 1972 roku w Warszawie. Studiowała polonistykę na Uniwersytecie Warszawskim. Ukończyła również studia podyplomowe z public relations na SGH.
W latach 1993–2004 pracowała w Radiu Kolor, w którym najpierw pełniła funkcję serwisanta, redagując informacje otrzymane od PAP, a później została szefową działu wiadomości. W trakcie pracy w Radiu Kolor przez 1,5 roku zastępowała znajomą polonistkę w jednym z warszawskich liceów. Od 24 marca 2024 prowadzi audycję Bez ogródek w Polskim Radiu RDC.
Pracę w telewizji rozpoczęła od tworzenia magazynu konsumenckiego w programie śniadaniowym TVP. Następnie przeniosła się do Telewizji Biznes, dla której w 2007 relacjonowała wybory parlamentarne, zaprzysiężenie posłów i przeprowadzała rozmowy z politykami. Od 2008 pracuje w stacji telewizyjnej Polsat News. Od sierpnia 2009 do czerwca 2016 prowadziła Informacje. Od stycznia 2010 do stycznia 2013 była twarzą pasma To był dzień. Od marca 2011 do maja 2016 prowadziła popołudniowe wydanie Wydarzeń w Polsacie. Od marca 2011 do maja 2016 prowadziła program Rozmowa Wydarzeń. Od kwietnia 2013 do marca 2015 i ponownie od września 2016 do września 2018 prowadziła program Tak czy nie. Od lutego do marca 2015 i ponownie od października 2016 do lutego 2020 prowadziła autorski program Skandaliści. Od października 2018 do marca 2020 prowadziła program Polityka na ostro. Od kwietnia 2020 do 15 listopada 2024 prowadziła programy: Debata dnia i Debata tygodnia, a od 18 listopada 2024 prowadzi program Debata Gozdyry. Od lutego 2025 komentuje bieżące wydarzenia polityczne w porannym paśmie Nowy dzień.

## Poglądy
Była klasyfikowana przez polityczną lewicę do grona dziennikarek neoliberalnych, a sympatię wobec niej wielokrotnie okazywały środowiska prawicowo-konserwatywne. We wrześniu 2020 dołączyła do krytyków środowisk LGBT oraz stowarzyszenia Stop Bzdurom, poddawanego wówczas inwigilacji przez policję; natomiast feministki atakowała za „sprowadzanie [kobiet] do roli suki w rui”. W kwietniu 2021 jej pochwalny komentarz do ogłoszenia poszukujących pracy 14-latków spowodował, że działacze lewicowi z pisma „Krytyka Polityczna” oskarżyli ją o agitowanie na rzecz niezgodnej z prawem pracy młodocianych, natomiast publicyści prawicowi chwalili ją za promowanie etosu pracy.
Jest zdeklarowaną wegetarianką.

## Filmografia
- Kosmos (2015) – jako ona sama[29].